# 八幡平市

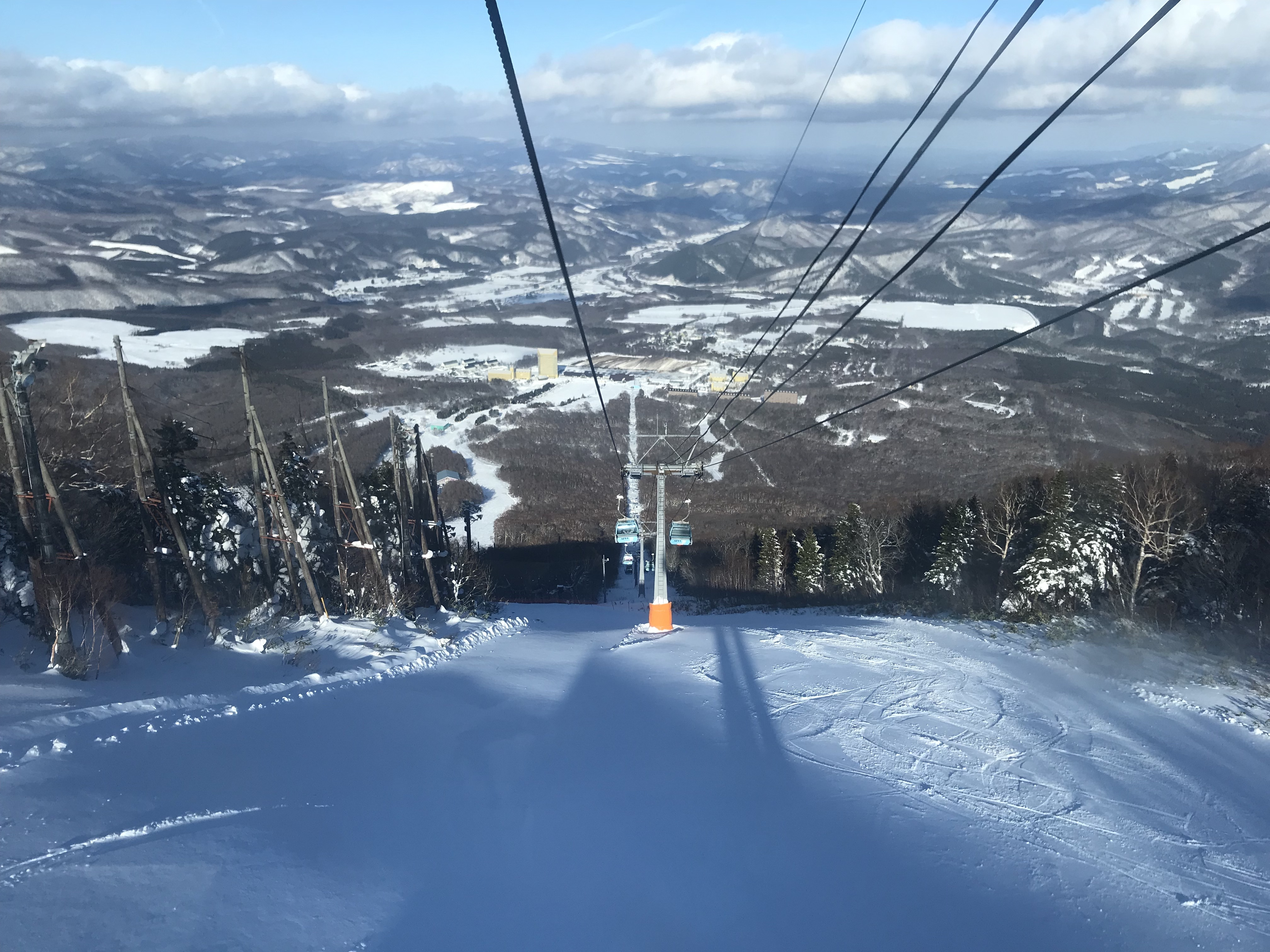
安比高原スキー場

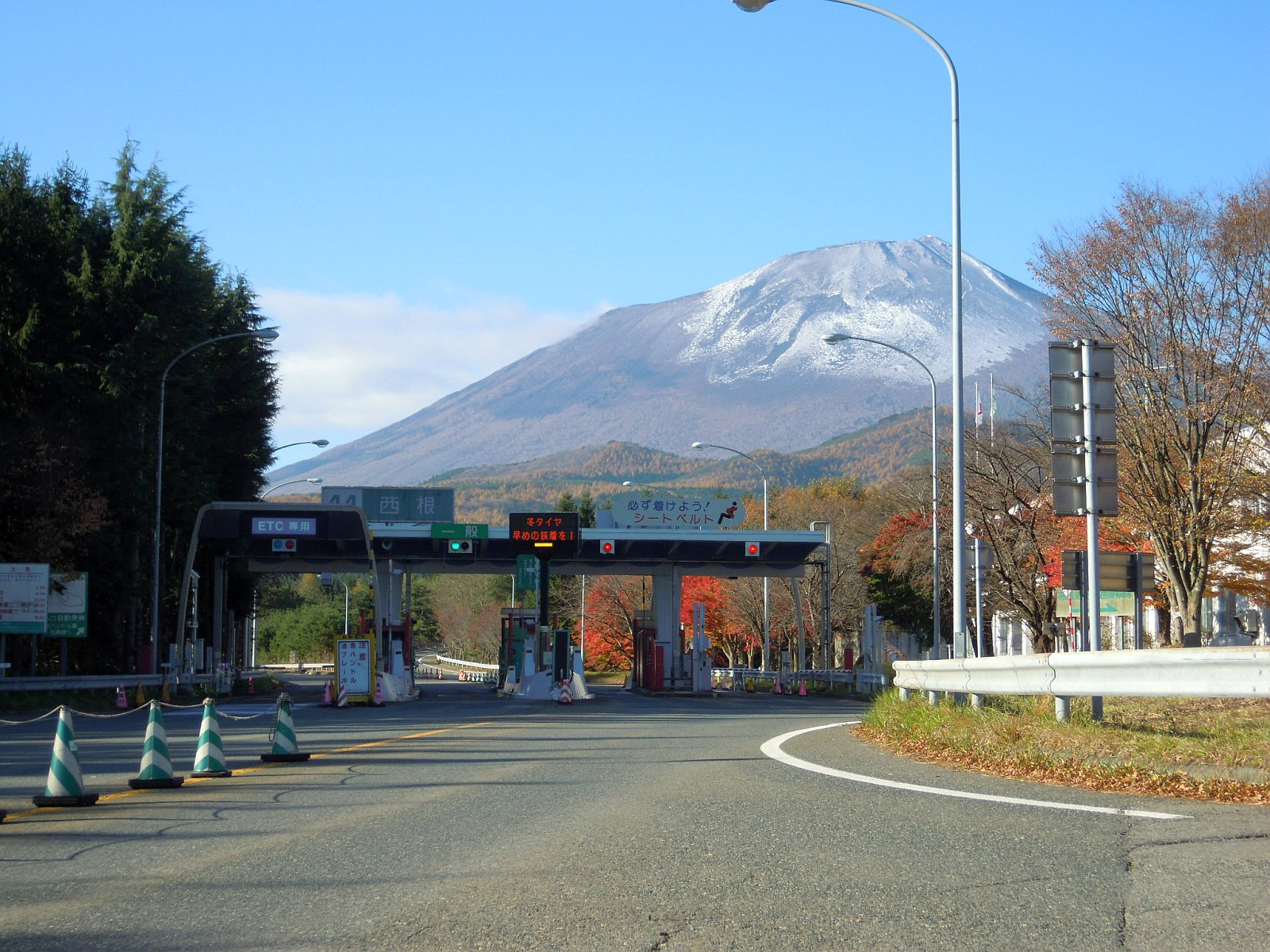
西根ICと岩手山

八幡平市（はちまんたいし）は、岩手県の北西部に位置する市。東北自動車道と八戸自動車道が分岐する交通の要所である。

## 地理

### 自然
- 山岳：岩手山、八幡平、前森山、七時雨山
- 河川：赤川、安比川、涼川、松川、米代川

おおよそ、市の北半（旧安代町）は安比川（馬淵川水系）流域、南半（旧西根町・松尾村）は赤川・松川（北上川水系）流域である（ただし北西の一角に、日本海へと流れる米代川の最上流域がある）。元来、北半は二戸郡、南半は岩手郡で、結びつきは薄かったが、昭和に入り国鉄／JR花輪線が全線開業し、道路においても国道282号や東北自動車道などの山を越えて南北に走る交通網が整備されると次第に生活圏を同じくし、旧安代町域においても西根町・松尾村と同じく行政面や経済面においても盛岡市およびその周辺地域との結びつきを強めるようになり、2002年（平成14年）には安代町が岩手郡へと移管され、2005年（平成17年）には平成の町村合併に至った。

### 地域
先述の通り、2005年に岩手郡西根町・松尾村・安代町の3町村が合併し、現在の八幡平市が発足した。旧自治体の面積比においては、旧安代町が全体の半分以上を占めており、残る約3分の2を旧松尾村が、残りを旧西根町が占めている。
・安代地区
市内北部に位置し、安比高原や田山スキー場・安比温泉をはじめとする観光施設が多数点在している。安代JCTがあり、東北自動車道から八戸自動車道が分岐しており交通の要所となっている。また、安代ICを出てすぐに「テレトラック安代」があり、「安代(テレトラック安代)」の名前でバス停が置かれている。特急みちのく号の停留所になっている。
相沢、愛の山、赤子平、赤坂田、足深、安代寺田、安代寄木、安比高原、兄川、兄畑中川原、荒屋新町、家ノ裏、石神、石名坂、石名坂下タ、石森、五日市、岩木向、岩屋、上の山、打田内、鵜谷地、姥子石、馬揚沢、扇畑、大沢、大沢田、大面平、大又沢口、沖田表、沖ノ平、折壁、欠田、叺田、上岩木、川原、切通、栗木田、黒沢、小岩井、小峠、小原道ノ上、小原道ノ下、小森、小柳田、小屋畑、作平、左妻、佐比内、沢口、下タ川原、下町、清水、下モ川原、下の田、勝善川原、白沢口、新田、蛇石、杉沢、雀長根、関沢口、瀬ノ沢、高畑、滝沢、田沢、舘市、田中下タ、田の沢、田山、長者前、土沢、繋沢、寺志田、戸鎖、戸沢、殿坂下タ、中佐井、中田、根石、馬場下タ、日影、日泥道ノ上、日泥道ノ下、平又、比路平、二タ子、古屋敷、星沢、細野、保戸坂、前田、曲田、亦戸川原、松木田、目名市、矢神、谷地田、谷地中、山岸、山口、湯の沢、和屋敷道ノ上、和屋敷道ノ下
・松尾地区
市内南西部に位置し、かつては日本最大の硫黄鉱山であった松尾鉱山や、日本で最初の地熱発電所、松川地熱発電所があり、古くから工業が盛んな地域である。岩手山の麓で、八幡平リゾート・下倉・八幡平・安比高原(一部)のスキー場、松川温泉や八幡平温泉館 森乃湯など温泉施設も多数存在している。
丑山、丑山口、柏台、野駄、平笠、松尾、松尾寄木、緑ガ丘
・西根地区
市内南東部に位置し盛岡市と市内で唯一接しており、市内の玄関口となっている。道の駅や県立高校など市内唯一のものが複数存在している。
荒木田、上関、大更、帷子、平舘、田頭、西根寺田、堀切

### 住宅地
松尾鉱山の麓の玄関口である柏台、また古くは鹿角街道・現在の県道17号岩手平舘線などに住宅地が点在している。基本的には小さな集落が点在している典型的な地方の造りであるが、特に大更駅周辺や旧平舘村役場の置かれていた、平舘第9地割付近を中心に平舘駅までの旧国道沿いなどに一部密集している地域もある。

## 気候
ケッペンの気候区分によると、八幡平市は亜寒帯湿潤気候・湿潤大陸性気候（岩手松尾はDfa、荒屋はDfb）に属する。12月から2月にかけて日平均気温が氷点下となり、寒さが厳しい。冬季に-20℃前後の気温が観測されることも珍しくない。旧松尾村は特別豪雪地帯に指定されている。他の地域は豪雪地帯に指定されている。
岩手松尾
- 最高気温極値（1976年12月 - ）35.7℃（2023年8月5日）
- 最低気温極値（1976年12月 - ）-22.2℃（1978年2月15日）
- 最深積雪極値（1991年11月 - ）75 cm（2010年12月31日）[1]

荒屋
- 最高気温極値（1976年12月 - ）35.0℃（2018年8月23日）
- 最低気温極値（1976年12月 - ）-20.8℃（1981年2月27日）[2]

| 岩手松尾(旧松尾村、平年値1991-2020)の気候 | 岩手松尾(旧松尾村、平年値1991-2020)の気候 | 岩手松尾(旧松尾村、平年値1991-2020)の気候 | 岩手松尾(旧松尾村、平年値1991-2020)の気候 | 岩手松尾(旧松尾村、平年値1991-2020)の気候 | 岩手松尾(旧松尾村、平年値1991-2020)の気候 | 岩手松尾(旧松尾村、平年値1991-2020)の気候 | 岩手松尾(旧松尾村、平年値1991-2020)の気候 | 岩手松尾(旧松尾村、平年値1991-2020)の気候 | 岩手松尾(旧松尾村、平年値1991-2020)の気候 | 岩手松尾(旧松尾村、平年値1991-2020)の気候 | 岩手松尾(旧松尾村、平年値1991-2020)の気候 | 岩手松尾(旧松尾村、平年値1991-2020)の気候 | 岩手松尾(旧松尾村、平年値1991-2020)の気候 |
| 月                                        | 1月                                       | 2月                                       | 3月                                       | 4月                                       | 5月                                       | 6月                                       | 7月                                       | 8月                                       | 9月                                       | 10月                                      | 11月                                      | 12月                                      | 年                                        |
| ----------------------------------------- | ----------------------------------------- | ----------------------------------------- | ----------------------------------------- | ----------------------------------------- | ----------------------------------------- | ----------------------------------------- | ----------------------------------------- | ----------------------------------------- | ----------------------------------------- | ----------------------------------------- | ----------------------------------------- | ----------------------------------------- | ----------------------------------------- |
| 最高気温記録 °C （°F）                    | 12.4 (54.3)                               | 14.8 (58.6)                               | 20.3 (68.5)                               | 28.8 (83.8)                               | 32.6 (90.7)                               | 33.5 (92.3)                               | 35.2 (95.4)                               | 35.7 (96.3)                               | 34.0 (93.2)                               | 27.8 (82)                                 | 23.0 (73.4)                               | 16.9 (62.4)                               | 35.7 (96.3)                               |
| 平均最高気温 °C （°F）                    | 0.8 (33.4)                                | 1.9 (35.4)                                | 6.2 (43.2)                                | 13.5 (56.3)                               | 19.8 (67.6)                               | 23.6 (74.5)                               | 26.6 (79.9)                               | 27.7 (81.9)                               | 23.4 (74.1)                               | 17.1 (62.8)                               | 10.0 (50)                                 | 3.4 (38.1)                                | 14.5 (58.1)                               |
| 日平均気温 °C （°F）                      | −3.1 (26.4)                               | −2.5 (27.5)                               | 1.4 (34.5)                                | 7.6 (45.7)                                | 13.8 (56.8)                               | 18.0 (64.4)                               | 21.6 (70.9)                               | 22.5 (72.5)                               | 18.1 (64.6)                               | 11.4 (52.5)                               | 5.0 (41)                                  | −0.4 (31.3)                               | 9.4 (48.9)                                |
| 平均最低気温 °C （°F）                    | −7.9 (17.8)                               | −7.6 (18.3)                               | −3.7 (25.3)                               | 1.4 (34.5)                                | 7.8 (46)                                  | 13.0 (55.4)                               | 17.5 (63.5)                               | 18.3 (64.9)                               | 13.3 (55.9)                               | 5.8 (42.4)                                | 0.1 (32.2)                                | −4.5 (23.9)                               | 4.5 (40.1)                                |
| 最低気温記録 °C （°F）                    | −21.8 (−7.2)                              | −22.2 (−8)                                | −15.4 (4.3)                               | −11.0 (12.2)                              | −2.7 (27.1)                               | 1.7 (35.1)                                | 7.7 (45.9)                                | 7.7 (45.9)                                | 1.3 (34.3)                                | −4.3 (24.3)                               | −11.0 (12.2)                              | −18.0 (−0.4)                              | −22.2 (−8)                                |
| 降水量 mm （inch）                        | 42.5 (1.673)                              | 41.7 (1.642)                              | 66.7 (2.626)                              | 65.0 (2.559)                              | 75.8 (2.984)                              | 87.4 (3.441)                              | 154.5 (6.083)                             | 158.3 (6.232)                             | 149.1 (5.87)                              | 100.5 (3.957)                             | 75.4 (2.969)                              | 67.1 (2.642)                              | 1,076.8 (42.394)                          |
| 降雪量 cm （inch）                        | 122 (48)                                  | 108 (42.5)                                | 60 (23.6)                                 | 5 (2)                                     | 0 (0)                                     | 0 (0)                                     | 0 (0)                                     | 0 (0)                                     | 0 (0)                                     | 0 (0)                                     | 10 (3.9)                                  | 90 (35.4)                                 | 392 (154.3)                               |
| 平均月間日照時間                          | 82.7                                      | 88.1                                      | 139.0                                     | 173.7                                     | 187.9                                     | 152.5                                     | 118.3                                     | 135.8                                     | 128.1                                     | 131.4                                     | 102.6                                     | 75.1                                      | 1,515.9                                   |
| 出典：気象庁                              |                                           |                                           |                                           |                                           |                                           |                                           |                                           |                                           |                                           |                                           |                                           |                                           |                                           |

| 荒屋(旧安代町、平年値1991-2020)の気候 | 荒屋(旧安代町、平年値1991-2020)の気候 | 荒屋(旧安代町、平年値1991-2020)の気候 | 荒屋(旧安代町、平年値1991-2020)の気候 | 荒屋(旧安代町、平年値1991-2020)の気候 | 荒屋(旧安代町、平年値1991-2020)の気候 | 荒屋(旧安代町、平年値1991-2020)の気候 | 荒屋(旧安代町、平年値1991-2020)の気候 | 荒屋(旧安代町、平年値1991-2020)の気候 | 荒屋(旧安代町、平年値1991-2020)の気候 | 荒屋(旧安代町、平年値1991-2020)の気候 | 荒屋(旧安代町、平年値1991-2020)の気候 | 荒屋(旧安代町、平年値1991-2020)の気候 | 荒屋(旧安代町、平年値1991-2020)の気候 |
| 月                                    | 1月                                   | 2月                                   | 3月                                   | 4月                                   | 5月                                   | 6月                                   | 7月                                   | 8月                                   | 9月                                   | 10月                                  | 11月                                  | 12月                                  | 年                                    |
| ------------------------------------- | ------------------------------------- | ------------------------------------- | ------------------------------------- | ------------------------------------- | ------------------------------------- | ------------------------------------- | ------------------------------------- | ------------------------------------- | ------------------------------------- | ------------------------------------- | ------------------------------------- | ------------------------------------- | ------------------------------------- |
| 最高気温記録 °C （°F）                | 12.3 (54.1)                           | 13.5 (56.3)                           | 19.4 (66.9)                           | 28.2 (82.8)                           | 32.3 (90.1)                           | 33.4 (92.1)                           | 34.1 (93.4)                           | 35.0 (95)                             | 32.9 (91.2)                           | 28.6 (83.5)                           | 23.0 (73.4)                           | 16.2 (61.2)                           | 35.0 (95)                             |
| 平均最高気温 °C （°F）                | 0.2 (32.4)                            | 1.2 (34.2)                            | 5.3 (41.5)                            | 12.7 (54.9)                           | 19.0 (66.2)                           | 22.6 (72.7)                           | 25.5 (77.9)                           | 26.7 (80.1)                           | 22.7 (72.9)                           | 16.5 (61.7)                           | 9.5 (49.1)                            | 2.8 (37)                              | 13.7 (56.7)                           |
| 日平均気温 °C （°F）                  | −3.2 (26.2)                           | −2.6 (27.3)                           | 0.8 (33.4)                            | 6.9 (44.4)                            | 13.2 (55.8)                           | 17.3 (63.1)                           | 20.9 (69.6)                           | 21.9 (71.4)                           | 17.6 (63.7)                           | 11.0 (51.8)                           | 4.9 (40.8)                            | −0.7 (30.7)                           | 9.0 (48.2)                            |
| 平均最低気温 °C （°F）                | −7.6 (18.3)                           | −7.2 (19)                             | −4.1 (24.6)                           | 1.2 (34.2)                            | 7.3 (45.1)                            | 12.5 (54.5)                           | 17.1 (62.8)                           | 18.0 (64.4)                           | 13.2 (55.8)                           | 5.9 (42.6)                            | 0.4 (32.7)                            | −4.4 (24.1)                           | 4.3 (39.7)                            |
| 最低気温記録 °C （°F）                | −20.1 (−4.2)                          | −20.8 (−5.4)                          | −18.4 (−1.1)                          | −12.4 (9.7)                           | −3.1 (26.4)                           | 2.0 (35.6)                            | 6.7 (44.1)                            | 7.1 (44.8)                            | 0.2 (32.4)                            | −3.4 (25.9)                           | −11.4 (11.5)                          | −17.7 (0.1)                           | −20.8 (−5.4)                          |
| 降水量 mm （inch）                    | 60.9 (2.398)                          | 53.1 (2.091)                          | 72.0 (2.835)                          | 66.9 (2.634)                          | 76.6 (3.016)                          | 95.9 (3.776)                          | 171.4 (6.748)                         | 175.3 (6.902)                         | 157.8 (6.213)                         | 119.3 (4.697)                         | 93.3 (3.673)                          | 90.8 (3.575)                          | 1,235.4 (48.638)                      |
| 平均月間日照時間                      | 62.1                                  | 78.4                                  | 122.8                                 | 167.6                                 | 184.6                                 | 158.1                                 | 124.8                                 | 149.6                                 | 137.7                                 | 137.2                                 | 100.2                                 | 63.3                                  | 1,486.3                               |
| 出典：気象庁                          |                                       |                                       |                                       |                                       |                                       |                                       |                                       |                                       |                                       |                                       |                                       |                                       |                                       |

## 歴史

### 沿革
- 2005年（平成17年）9月1日 - 岩手郡西根町、同郡松尾村、同郡安代町が合併し、八幡平市となる。

法定合併協議会で市の西境にある山の八幡平からとって八幡平市と新市の名称を決めた。旧3町村の沿革はそれぞれの項を参照

## 行政

### 歴代市長
| 代 | 氏名       | 就任日                    | 退任日                   | 備考 |
| -- | ---------- | ------------------------- | ------------------------ | ---- |
| 1  | 田村正彦   | 2005年（平成17年）10月2日 | 2021年（令和3年）10月1日 | 4期  |
| 2  | 佐々木孝弘 | 2021年（令和3年）10月2日  | 現職                     |      |

### 庁舎・支所
- 八幡平市役所本庁舎
  - 発足当初は旧西根町役場を本庁舎として使用していたが手狭だったため、2014年11月25日に旧松尾村域の野駄地区へ新築移転[5]。新市役所の個別郵便番号は新たに「028-7397」に設定された。これに伴い新市役所への最寄駅となる花輪線北森駅も旧庁舎所在地より好摩寄りへ数百m移設する工事が行われ、2015年3月ダイヤ改正時より八幡平市役所が北森駅と直結された。
- 西根総合支所
  - 発足当初から2014年11月24日まで市役所本庁舎として運用。旧西根町役場のときから使用されている個別郵便番号「028-7192」は引き続き西根支所の郵便番号として残っている。
- 安代総合支所
- 松尾総合支所（新市庁舎への移転に伴い、2014年11月21日をもって閉鎖）

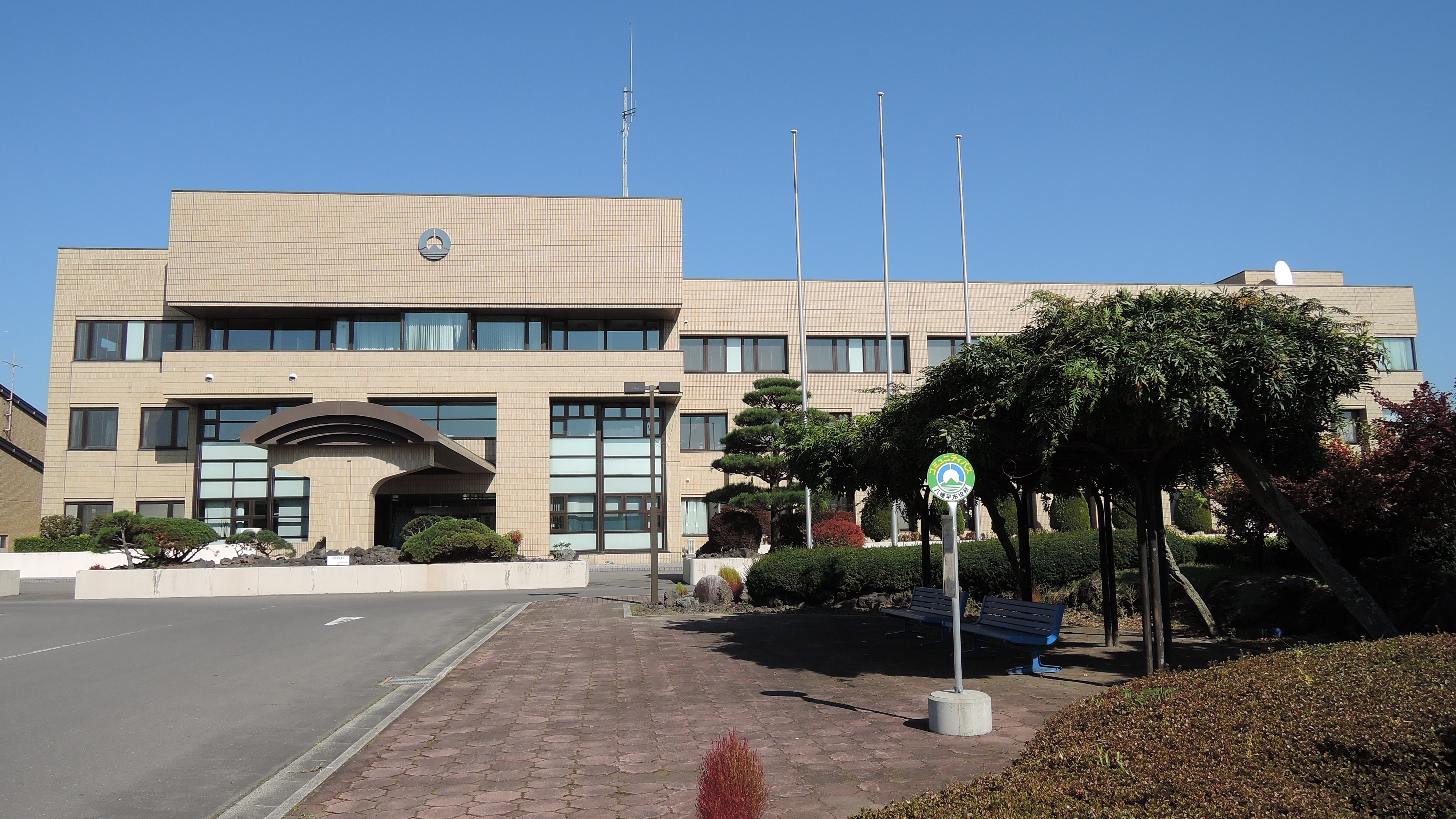
西根総合支所（2014年11月まで、市役所本庁舎として使用した）
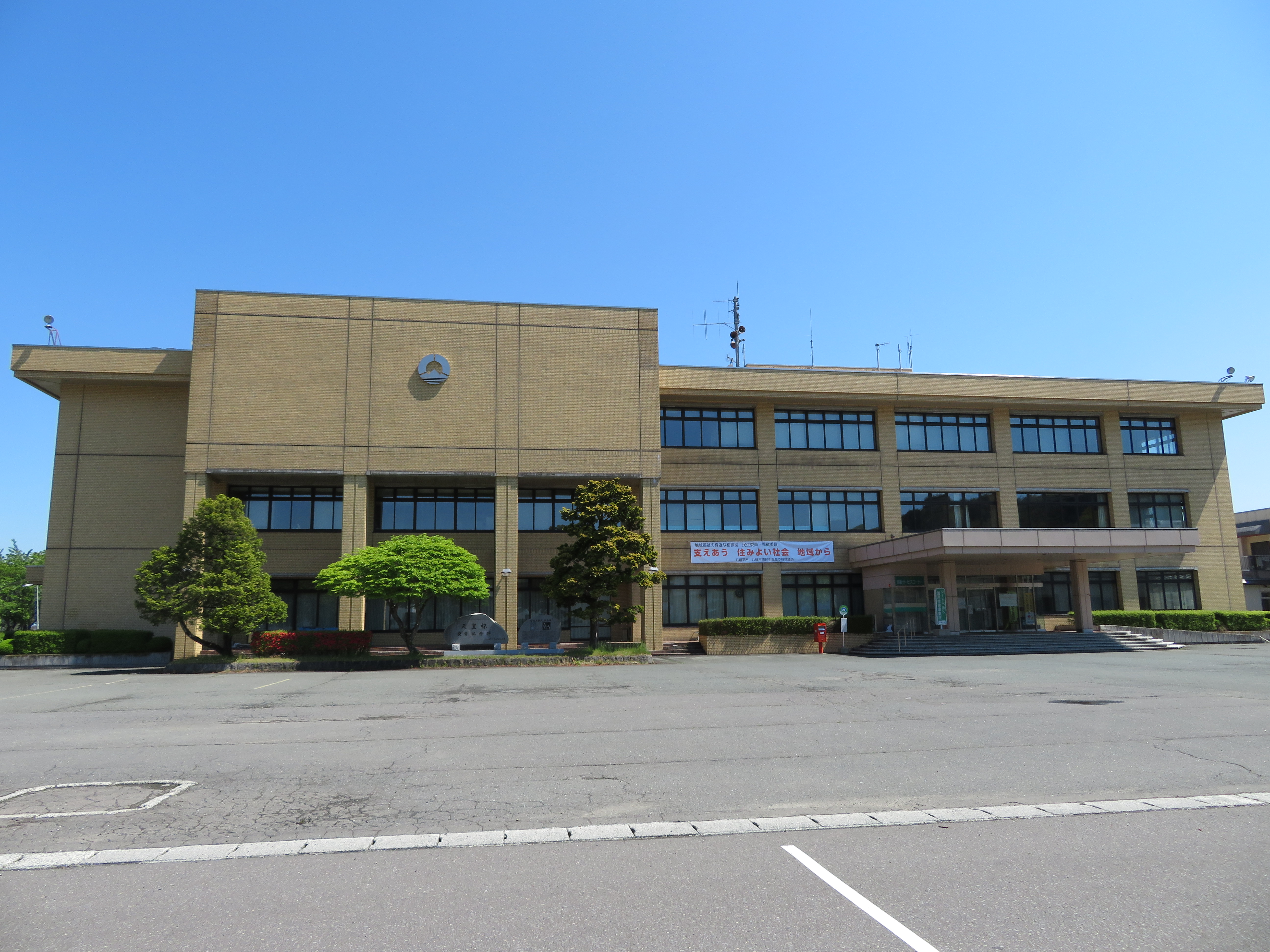
安代総合支所（旧安代町役場）
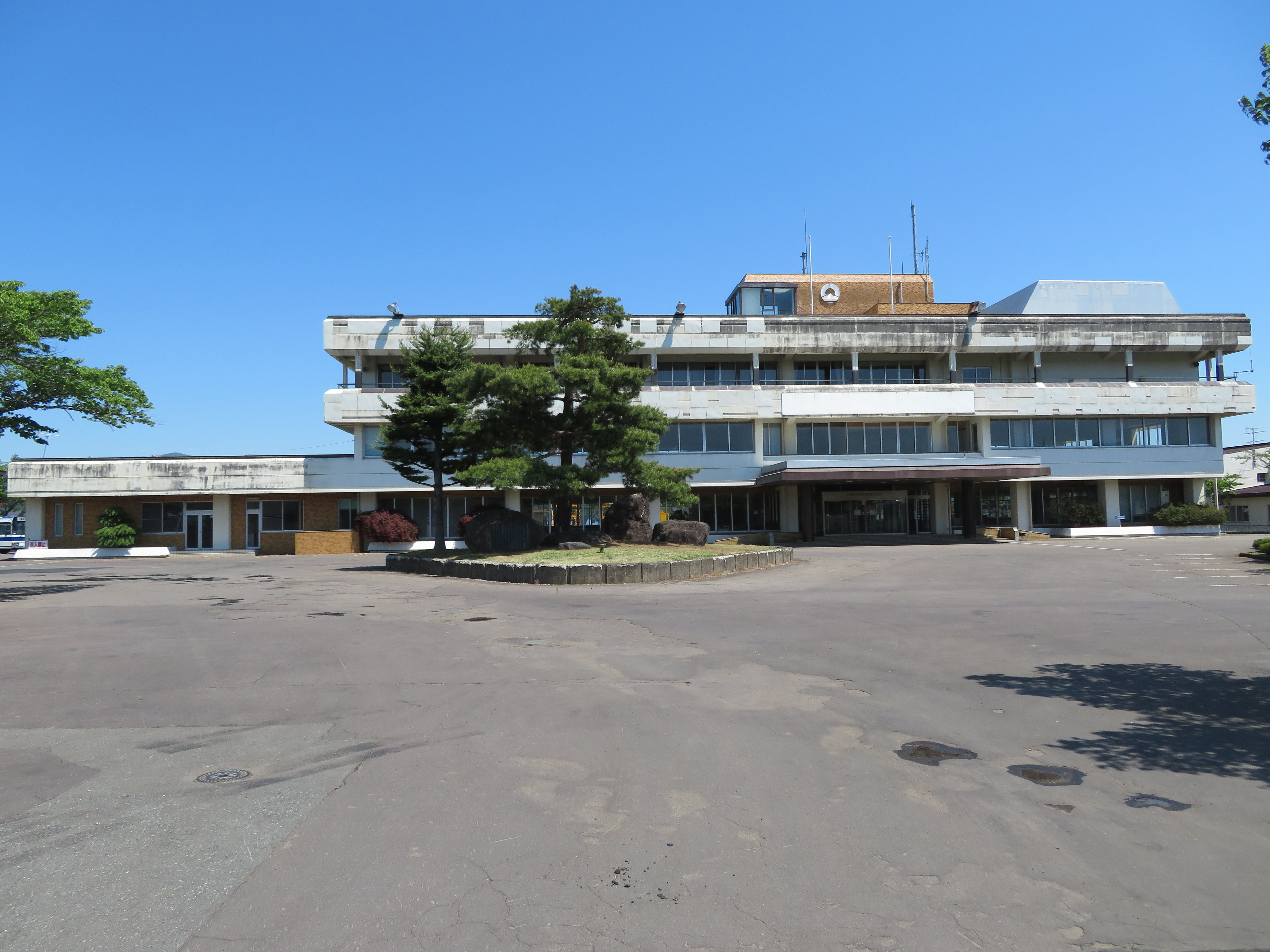
旧松尾総合支所（旧松尾村役場）

### 市議会
定数：18名
- 議長：工藤剛（くどう つよし）
- 副議長：井上辰男（いのうえ たつお）

## 対外関係

### 姉妹都市・友好都市
- 宮古市（岩手県）
  - 旧・松尾村が旧・田老町と1986年（昭和61年）10月1日 姉妹都市提携
  - 八幡平市が宮古市と2006年（平成18年）11月3日 姉妹都市提携
- 名護市（沖縄県）
  - 旧・松尾村が1988年（昭和63年）1月28日 友好都市提携
  - 八幡平市が名護市と2007年（平成19年）1月27日 友好都市提携

## 地域

### 地域区分
合併前の西根地区、松尾地区、安代地区の3つに区分される。

### 人口
| |                                          |  |
| 八幡平市と全国の年齢別人口分布（2005年） | 八幡平市の年齢・男女別人口分布（2005年） |  |
| ■紫色 ― 八幡平市 ■緑色 ― 日本全国 | ■青色 ― 男性 ■赤色 ― 女性                |  |
| 八幡平市（に相当する地域）の人口の推移 \| 1970年（昭和45年） \| 36,764人 \| \| \| 1975年（昭和50年） \| 34,491人 \| \| \| 1980年（昭和55年） \| 34,926人 \| \| \| 1985年（昭和60年） \| 33,770人 \| \| \| 1990年（平成2年） \| 33,287人 \| \| \| 1995年（平成7年） \| 32,751人 \| \| \| 2000年（平成12年） \| 32,485人 \| \| \| 2005年（平成17年） \| 31,079人 \| \| \| 2010年（平成22年） \| 28,680人 \| \| \| 2015年（平成27年） \| 26,355人 \| \| \| 2020年（令和2年） \| 24,023人 \| \| |                                          |  |
| 総務省統計局 国勢調査より |                                          |  |
| 1970年（昭和45年） | 36,764人                                 |  |
| 1975年（昭和50年） | 34,491人                                 |  |
| 1980年（昭和55年） | 34,926人                                 |  |
| 1985年（昭和60年） | 33,770人                                 |  |
| 1990年（平成2年） | 33,287人                                 |  |
| 1995年（平成7年） | 32,751人                                 |  |
| 2000年（平成12年） | 32,485人                                 |  |
| 2005年（平成17年） | 31,079人                                 |  |
| 2010年（平成22年） | 28,680人                                 |  |
| 2015年（平成27年） | 26,355人                                 |  |
| 2020年（令和2年） | 24,023人                                 |  |

平成27年国勢調査より前回調査からの人口増減をみると、8.11％減の26,355人であり、増減率は県下33市町村中20位。

#### 各地区の人口・世帯数
2021年（令和3年）10月時点の各地区の人口と世帯数。
| 地区名 | 人口     | 世帯数     |
| ------ | -------- | ---------- |
| 西根   | 14,901人 | 6,320世帯  |
| 松尾   | 5,446人  | 2,442世帯  |
| 安代   | 4,014人  | 1,780世帯  |
| 合計   | 24,361人 | 10,542世帯 |

### TVチャンネル・ラジオ周波数
八幡平市内TV中継局
- 西根松尾中継局（長者山）：南西部（旧西根町域・旧松尾村域・安比高原地区）をカバー（盛岡市玉山馬場・松内・好摩・芋田・渋民・下田地区、滝沢市一本木・大崎・野沢地区、岩手町土川・一方井地区でも当局を受信している世帯あり）。NHK盛岡FMも中継局を設置（87.6 MHz）。
- 矢神岳（田山中継局）：旧安代町域の田山・兄畑地区をカバー。現在はNHK盛岡のFM中継局のみが設置されており、NHKの地上デジタルテレビ中継局は総合・Eテレとも未設置。ただし、アナログTV放送が終了した2012年3月31日までは、NHK総合・教育のアナログTV中継局が設置されていた。なお、在盛民放はアナログ時代も含め当地では中継局未設置である。

旧西根町域の一部では盛岡親局（紫波新山）や谷地山局の電波も受信可能（長者山からの電波が山陰になって届きにくい一部地区では盛岡親局あるいは谷地山局を受信）。旧安代町域・荒屋新町地区の世帯は折爪岳にアンテナを向けている。
在盛AMとエフエム岩手は市内全域で盛岡親局（IBC岩手放送矢巾ラジオ送信所・NHK矢巾ラジオ放送所・紫波新山）を受信するが、北部の旧安代町域は山間部のため場所により聞こえにくくなる（旧安代町域・荒屋新町地区では折爪岳経由で在盛FMを受信可能）。なお旧安代町域・兄畑地区では隣県の民放AM局秋田放送（ABSラジオ）鹿角局801kHz経由）や鹿角市のコミュニティFM局鹿角きりたんぽFMが受信可能である。

## 公的機関

### 警察
- 岩手県岩手警察署（管轄：八幡平市・岩手町・葛巻町）
  - 八幡平幹部交番（旧西根町域全域を管轄）
  - 松尾駐在所（旧松尾村域東部を管轄）
  - 柏台駐在所（旧松尾村域西部と八幡平温泉郷地区を管轄）
  - 安代駐在所（旧安代町域の荒屋新町地区を管轄）
  - 田山駐在所（旧安代町域の田山地区を管轄）
- 高速道路交通警察隊西根分駐隊（西根インターチェンジから秋田県境までの東北自動車道を管轄。西根インターチェンジ料金所隣に高速隊基地を、大更地区に隊員官舎を各々設置。西根インターチェンジ以南は盛岡本隊の管轄）

### 消防
盛岡地区広域消防組合（管轄：八幡平市・盛岡市・滝沢市・岩手郡・紫波郡）
- 八幡平消防署（以前は盛岡中央消防署の分署だったが、八幡平市発足に伴い盛岡管内にある独立した消防署に昇格）
  - 松尾出張所
  - 安代出張所

### 医療
- 八幡平市立病院
- 東八幡平病院（一般社団法人 みちのく愛隣協会）

## 公共施設
主要施設のみ掲載。
図書館
- 八幡平市立図書館
- 松尾コミュニティセンター図書室
- 荒屋コミュニティセンター図書室

コミュニティセンター
すべての施設は指定管理である。
- 大更コミュニティセンター
- 田頭コミュニティセンター
- 平舘コミュニティセンター
- 寺田コミュニティセンター
- 松尾コミュニティセンター
- 細野コミュニティセンター

- 畑コミュニティセンター
- 荒屋コミュニティセンター
- 五日市コミュニティセンター
- 浅沢コミュニティセンター
- 田山コミュニティセンター
- 舘市コミュニティセンター

博物館
- 八幡平市博物館

主な運動施設
- 八幡平市総合運動公園：多目的運動広場、野球場、体育館
- 松尾総合運動公園：多目的運動場、多目的屋内運動場
- 岩手県営スキージャンプ場
- 田山スキー場

## 経済

### 商業
主に西根地区の花輪線と並行する国道282号（西根バイパス）や市道沿いにロードサイド店が立地する。又、大更駅と平館駅周辺には複数の小売店が密集している。

#### 主な商業施設
- DCMホーマック西根店
- マックスバリュ西根店
- Can Do八幡平店
- ツルハドラッグ西根店
- ユニバース西根店
- 薬王堂西根店・八幡平店・平舘店
- ファッションセンターしまむら西根店

#### 娯楽・宿泊業
市内には複数のスキー場が所在し、岩手ホテルアンドリゾートが運営する安比高原スキー場や安比高原ゴルフクラブを中核としたリゾートエリアや、八幡平リゾートが運営するリゾートエリアは県内最大規模を誇っており、周辺にはホテルやペンションが集中している。

### 金融機関
- 岩手銀行 安代支店、平舘支店
- 北日本銀行 平舘支店、鹿角支店
- 盛岡信用金庫 西根支店
- 新岩手農業協同組合 八幡平支所、安代支所

## 教育

### 高等学校
- 岩手県立平舘高等学校

### 中学校
- 八幡平市立安代中学校
- 八幡平市立西根中学校
- 八幡平市立西根第一中学校
- 八幡平市立松尾中学校

※以下は廃校
- 八幡平市立田山中学校〈2代目〉（2013年・安代中へ統合）

### 小学校
- 八幡平市立安代小学校
- 八幡平市立大更小学校
- 八幡平市立柏台小学校
- 八幡平市立平舘小学校
- 八幡平市立田山小学校

- 八幡平市立寺田小学校
- 八幡平市立田頭小学校
- 八幡平市立平笠小学校
- 八幡平市立松野小学校
- 八幡平市立寄木小学校

※以下は廃校
- 八幡平市立渋川小学校（2010年・大更小へ統合）
- 八幡平市立東大更小学校（2012年・同上）

### 各種学校
- ハロウインターナショナルスクール安比ジャパン（ハロウ安比校）
  - 2022年8月、英国式の授業を主とする「ハロウスクール」の姉妹校として展開するハロウインターナショナルスクールが、日本初の英国式全寮制インターナショナルスクールとして岩手ホテルアンドリゾートが誘致し開校した。小学6年から高校3年までの7学年制を採用している。

### 未就学児施設
保育園
- 八幡平市立寺田保育所
- 八幡平市立松尾保育所
- 八幡平市立柏台保育所
- 八幡平市立田山保育所

- 東慈寺保育園（社会福祉法人 東慈寺）
- 森の子保育園（社会福祉法人 杉の子会）
- 畑保育園（同上）
- 家庭的保育事業ままいろはうす

幼稚園・こども園
- ひなぎく幼稚園（学校法人 西根学園）
- 杉の子こども園（社会福祉法人 杉の子会）
- 平舘こども園（同上）
- 大更こども園（同上）
- あしろこども園（同上）

## 郵便・物流

### 郵便
郵便局
- 荒屋郵便局（集配局・028-75xx地区を管轄）
- 大更郵便局（集配局・028-71xx地区を管轄）
- 平舘郵便局（集配局・028-74xx地区を管轄）
- 田山郵便局（集配局・028-76xx地区を管轄）
- 松尾郵便局（集配局・028-73xx地区を管轄）

- 赤坂田郵便局
- 寺田郵便局
- 田頭郵便局
- 柏台郵便局

簡易郵便局
- 五日市簡易郵便局
- 寄木簡易郵便局
- 兄畑簡易郵便局
- 浅沢簡易郵便局
- 平笠簡易郵便局

### 物流
- ヤマト運輸
  - 西根センター、安比高原センター

## 交通

### 鉄道
- 東日本旅客鉄道（JR東日本）
  - 花輪線：東大更駅 - 大更駅 - 平館駅 - 北森駅 - 松尾八幡平駅 - 安比高原駅 - 赤坂田駅 - 小屋の畑駅 - 荒屋新町駅 - 横間駅 - 田山駅 - 兄畑駅
    - 八幡平駅は隣の鹿角市にある。
- 中心となる駅：大更駅

盛岡都市圏に属する区域は、旧西根町域と旧松尾村域となる。花輪線と並行する国道282号経由の旧安代町域と旧松尾村域を結ぶ一般路線バスは無いが、八幡平市コミュニティバスが特定曜日のみ八幡平市立病院（大更） - 兄畑で運行されている。

### バス

#### 一般路線バス
- 岩手県北バス（国道282号経由で盛岡バスセンターへ直通。東北自動車道経由便もあり）
  - 八幡平営業所（ただし当営業所始発は1本のみで、終着便は無い。基本的には隣接の「おらほの温泉（旧西根温泉ゲンデルランド）」を発着する）。
    - 平舘駅前発着便・松川温泉行き・八幡平マウンテンホテル行きもあり、夏期は八幡平頂上・蓬莱境行きを運行。当市内では田頭経由と平舘経由の2つのルートが存在する。
- 八幡平市コミュニティバス
- 二戸市バス（JRバス東北二戸線代替バス）[注 1]。

#### 高速バス
- 秋北バス
下記3路線とも「安代（テレトラック安代）」停留所が当市内に所在する。また市内に貸切専業の田山営業所が所在する。
  - みちのく号（岩手県北バスと共同運行）
安代のほか「田山」停留所（田山PA）が当市内に所在する。
  - 仙台・大館号
  - ジュピター号

- 岩手県北バス
  - 岩手きずな号（新東京線／フジエクスプレスと共同運行）
「おらほの温泉」停留所が当市内に所在する。

### タクシー
- 平舘タクシー
  - 平舘本社
  - 大更営業所

### 道路
- 旧松尾村と旧安代町の境にある竜が森付近から秋田県境にかけては天候が変わりやすく冬期は路面凍結しやすいため、高速道路では頻繁にタイヤチェーン着装指示が行われている。

#### 高速自動車国道
- E4 東北自動車道：(44) 西根IC - 岩手山SA - (45) 松尾八幡平IC - 前森山PA - 畑PA - (46) 安代JCT - (47) 安代IC - 田山PA
- E4A 八戸自動車道：安代JCT

#### 一般国道
- 国道282号
  - 西根バイパス（中心部の大更・平舘両地区における急カーブ・幅員狭小箇所解消と渋滞緩和のため建設）。
  - 道の駅：にしね

#### 県道

##### 主要地方道
- 岩手県道6号二戸五日市線
- 岩手県道17号岩手平舘線
- 岩手県道・秋田県道23号大更八幡平線（八幡平アスピーテライン、冬期は通行止めとなり秋田県側への通り抜け不可）
- 岩手県道30号葛巻日影線（冬期通行止め）
- 岩手県道45号柏台松尾線

##### 一般県道
- 岩手県道126号田山停車場線
- 岩手県道127号荒屋新町停車場線
- 岩手県道191号大更停車場線
- 岩手県道・秋田県道195号田山花輪線（冬期通行止め）
- 岩手県道212号雫石東八幡平線
- 岩手県道227号田代平西根線（冬期通行止め）
- 岩手県道233号焼走り線
- 岩手県道257号岩手大更線
- 岩手県道301号渋民田頭線
- 秋田県道・岩手県道318号八幡平公園線（八幡平樹海ライン、冬期通行止め）

### ナンバープレート
八幡平市はこれまで「岩手」ナンバー（岩手運輸支局）が割り当てられていたが、2014年11月17日から（岩手警察署管内で唯一となる）ご当地ナンバーである「盛岡」ナンバーが交付されている。
岩手ナンバー割り当て地域（ - 2014年11月16日）
- 岩手県内全域

盛岡ナンバー割り当て地域（2014年11月17日 - ）
- 盛岡市・八幡平市・滝沢市・紫波郡

## 名所・旧跡・観光スポット・祭事・催事
- 焼走り熔岩流
- 八幡平トラウトガーデン
- 松川地熱発電所
- 金沢清水（名水百選）
- 八幡平
  - 草の湯
- 八幡平リゾート
  - パノラマスキー場
  - 下倉スキー場
- 八幡平スキー場
- 不動の滝（日本の滝百選）
- 安比高原スキー場
- 安比温泉
- 南部富士カントリークラブ
- 八幡平温泉郷（国民保養温泉地）
  - 藤七温泉
- 東八幡平温泉
- 松川温泉
- 御在所温泉

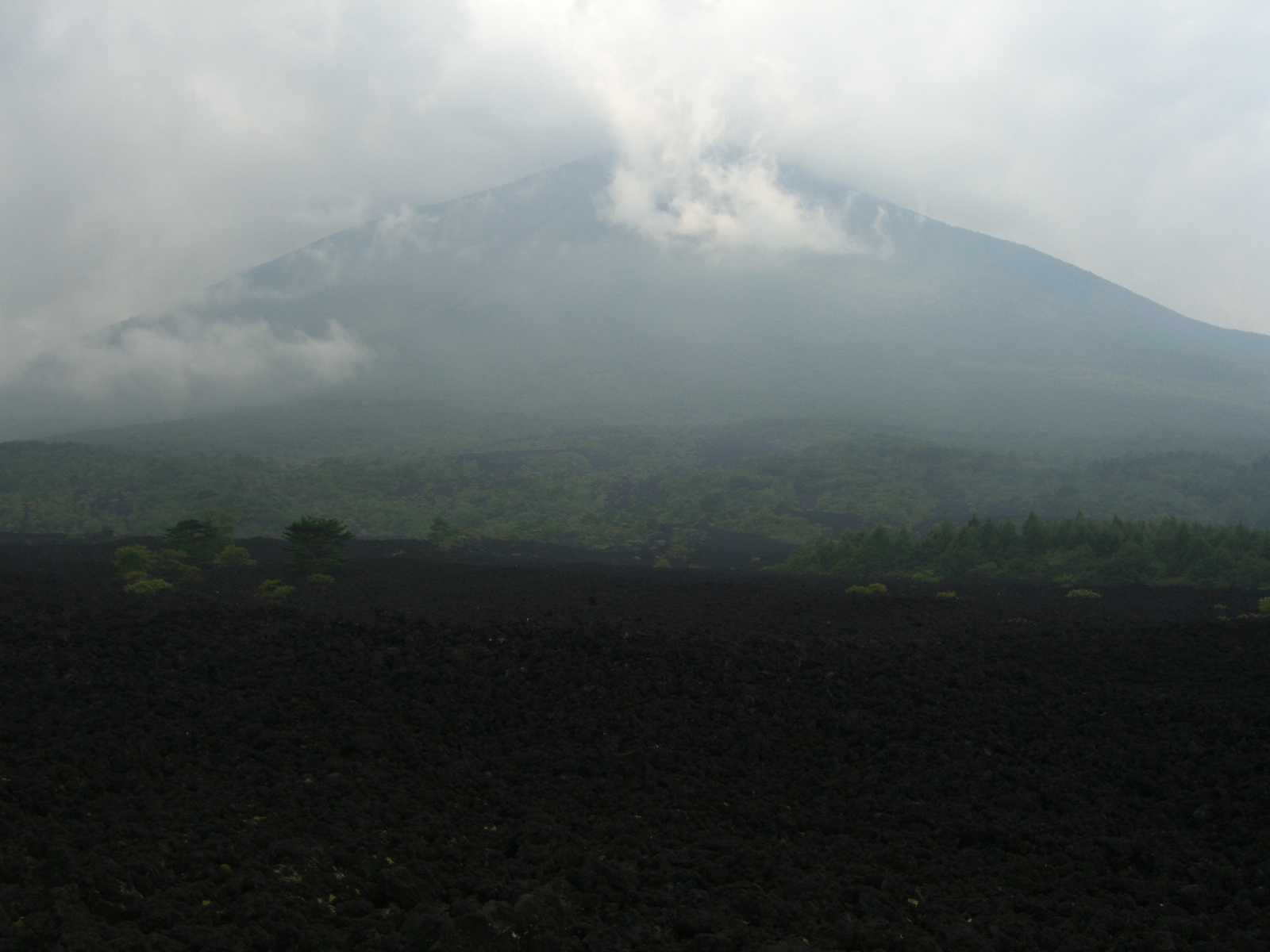
焼走り溶岩流、岩手山麓

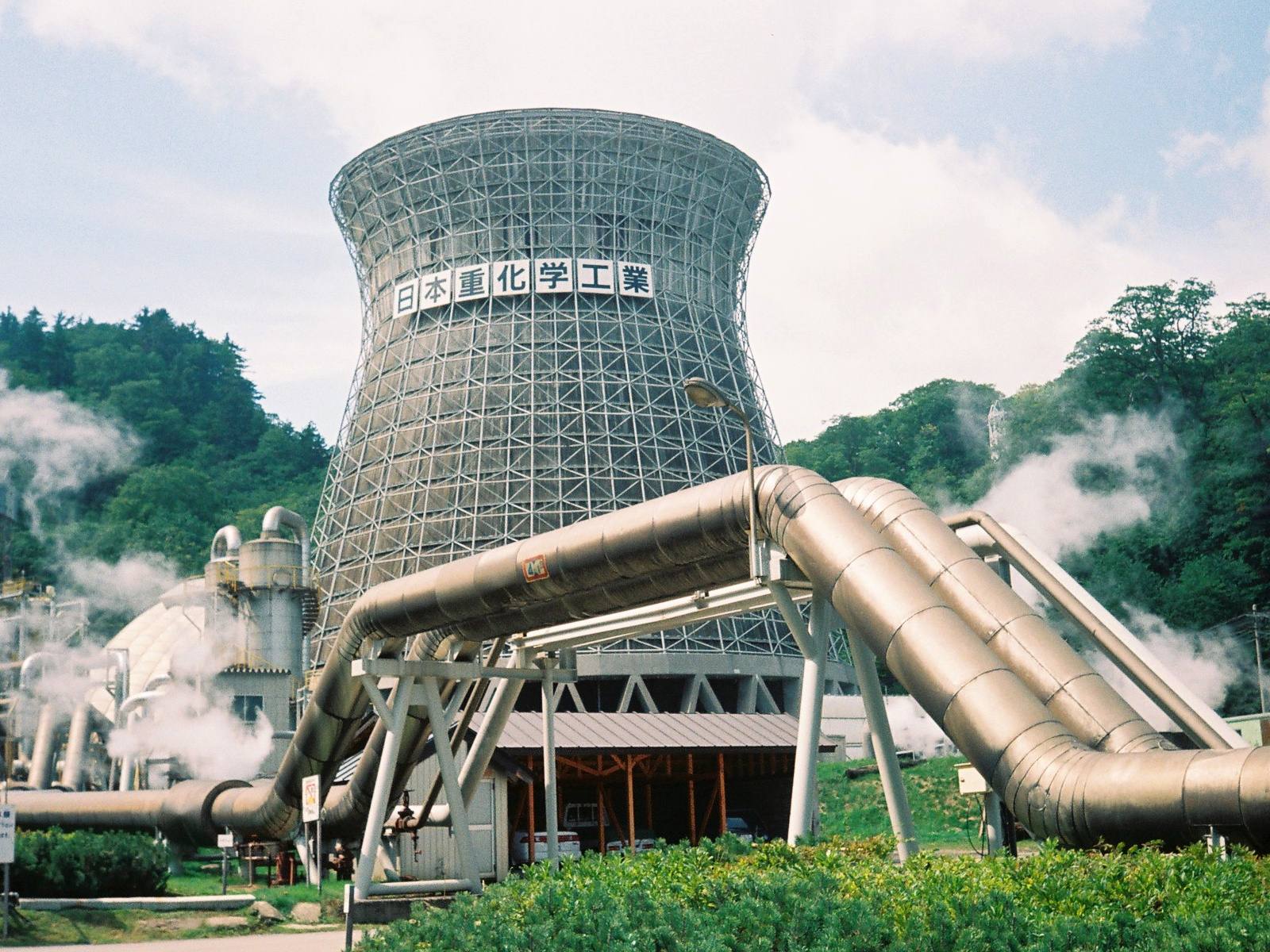
松川地熱発電所

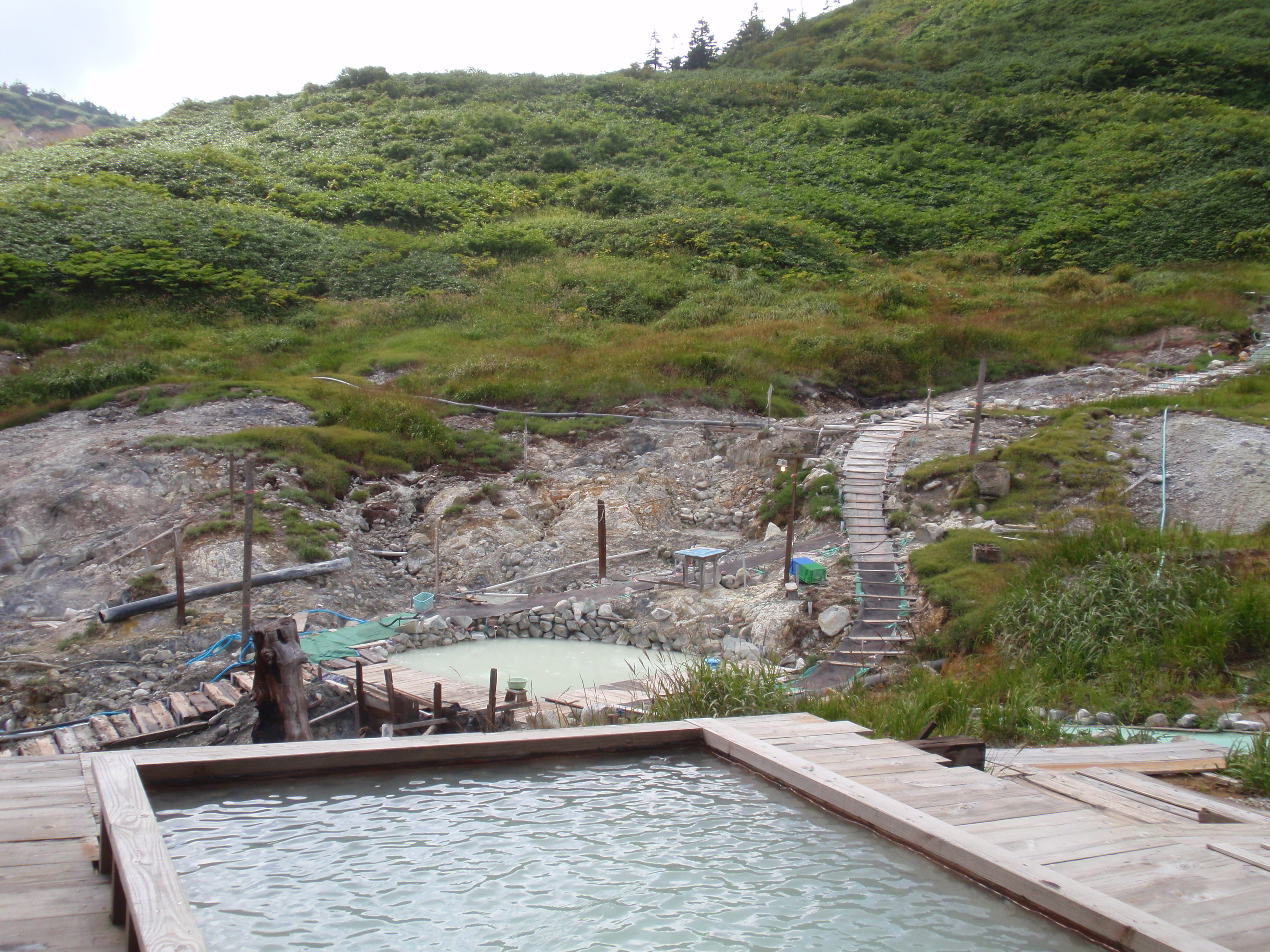
藤七温泉

東八幡平温泉は、温泉地の字名が「八幡平温泉郷」であるため八幡平温泉郷に含まれることが多いが、国民保養温泉地指定範囲ではない。

## 地域にゆかりのある著名人

### 名誉市民
- 江間章子 - 1913年（大正2年）、新潟県高田市（現・上越市高田地区）生まれ。当地域は複数ある出身地の中で最も重要な一つ（※詳しくは「出身著名人」を参照）。作詞家。詩人。旧平舘中学校校歌、西根第一中学校校歌、平舘小学校創立百周年記念賛歌の作詞を手掛けたほか、西根町歌、西根音頭の選者としても郷土に貢献した。[8]
- 佐藤喜美子 - 1930年（昭和5年）、東京生まれ。オペラ歌手（ソプラノ歌手）。旧松尾村とオーストリアのアルテンマルクト・イム・ポンガウ（ドイツ語版）との友好都市盟約締結（1994年〈平成6年〉11月13日締結）の早期実現に尽力した。[8]

### 出身著名人
明治生まれ
- 木村泰賢 - 1881年（明治14年）8月11日生まれ。僧、インド哲学者、仏教学者。

大正生まれ
- 江間章子 - 1913年（大正2年）3月13日、新潟県高田市（現・上越市高田地区）生まれ。出生地、および、岩手郡平舘村（現・八幡平市平舘）、静岡県静岡市育ち。作詞家。詩人。【転入/転出】※2歳の時、父が急逝したため、出生地を離れて平舘村にある母の実家に親子で身を寄せ、当地で小学6年生になるまでの約10年を過ごした（平舘小学校に在籍）後、静岡市に転居して静岡高等女学校（現・静岡城北高校）へ進学している。出生地と全ての転居先は出身地と言える。八幡平市名誉市民（地域出身者としては唯一の名誉市民）。
- 園井恵子 - 1913年（大正2年）8月6日、岩手郡松尾村（現・八幡平市松尾）生まれ。出生地、および、同郡川口村（現・岩手町川口）、盛岡市、北海道小樽市育ち。女優。【転出】※生後1年ほどで川口村へ転居し、小学校時代に盛岡市、小樽市と転居を重ねている。

昭和生まれ
- 大海竹郎 - 1933年（昭和8年）8月8日生まれ。大相撲力士。
- 工藤雅樹 - 1937年（昭和12年）12月18日生まれ。考古学者、歴史学者。
- 花光節夫 - 1940年（昭和15年）6月21日、岩手郡松尾村（現・八幡平市松尾）生まれ。大相撲力士。
- 高橋温 - 1941年（昭和16年）7月23日生まれ。 住友信託銀行元社長。
- 田村正彦 - 1948年（昭和23年）2月5日、岩手郡平舘村（現・八幡平市平舘）生まれ。政治家（八幡平市長等）。
- 菅野修 - 1953年（昭和28年）5月、岩手郡安代町荒屋新町（現・八幡平市荒屋新町）生まれ。漫画家。
- 平野正人 - 1955年（昭和30年）11月16日生まれ。俳優、声優、ナレーター。演出家。
- 小田ひで次 - 1962年（昭和37年）生まれ。漫画家。
- 沢田知可子 - 1963年（昭和38年）8月4日、岩手郡安代町（現・八幡平市安代地区）生まれ。出生地および埼玉県与野市（現・さいたま市中央区）育ち。シンガーソングライター。【転出】※小学生時代に転居している。
- 三ヶ田礼一 - 1967年（昭和42年）1月14日、岩手郡安代町（現・八幡平市安代地区）生まれ。出生地および青森県弘前市育ち。スキーノルディック複合選手（オリンピックメダリスト）。【転出】※高校は、青森県弘前市にある東奥義塾高等学校へ進学し、転居している。
- 永井秀昭 - 1983年（昭和58年）9月5日生まれ、岩手郡安代町（現・八幡平市安代地区）生まれ。スキーノルディック複合選手。2022年北京オリンピック複合団体銅メダリスト。
- 岩手蛍 - 1984年（昭和59年）生まれ。タレント。2014年から活動。

平成生まれ
- 藤嶋洸 - 1989年（平成元年）4月5日生まれ。プロサッカー選手（Jリーグ所属）。
- 小林潤志郎 - 1991年（平成3年）6月11日、岩手郡松尾村（現・八幡平市松尾）生まれ。スキーノルディック複合選手、スキージャンプ選手。小林諭果は妹、小林陵侑は弟。
- 晴山ケビン - 	1993年（平成5年）1月14日、岩手郡西根町生まれ。バスケットボール選手。
- 小林諭果 - 1994年（平成6年）5月16日、岩手郡松尾村（現・八幡平市松尾）生まれ。スキージャンプ選手。
- 小林陵侑 - 1996年（平成8年）11月8日、岩手郡松尾村（現・八幡平市松尾）生まれ。スキージャンプ選手。2022年北京オリンピックノーマルヒル金メダリスト。
- 久保夏葵 - 1999年（平成11年）7月14日生まれ。元女子プロ野球選手。